# Helicoceras oryzae
Helicoceras oryzae är en svampart som beskrevs av Linder & Tullis 1931. Helicoceras oryzae ingår i släktet Helicoceras, divisionen sporsäcksvampar och riket svampar.   Inga underarter finns listade i Catalogue of Life.